# Iglesia de San Martín (Ibarra)
La iglesia de San Martín es un edificio situado en la anteiglesia de Ibarra, perteneciente al municipio español de Aramayona.

## Descripción
El edificio se encuentra en la anteiglesia alavesa de Ibarra, perteneciente al municipio español de Aramayona. Se menciona como iglesia parroquial del lugar en el Diccionario geográfico-estadístico-histórico de España y sus posesiones de Ultramar de Pascual Madoz, donde aparece descrita con las siguientes palabras:

La igl. parr., dedicada á San Martin, está sit. en un monte alto y fragoso á dist. de 1/4 leg. del casco de la pobl., por cuyo motivo sirve de ayuda de parr. la ermita de San Sebastian, á fin de procurar mayor comodidad á los vec.: es notable y digno de verse el altar mayor, particularmente la puerta del sagrario en que se hallan de relieve los 12 Apóstoles, obra trabajada en Roma y remitida por D. Alonso Idiaguez Butron Muxica y Aramayona etc.: sirven la igl. y ayuda de parr. 3 beneficiados, de presentacion del marques de Torrecilla.
(Madoz, 1847, p. 374)